# Mount Barnard (Alsek Ranges)
Mount Barnard är ett berg på gränsen mellan Alaska, USA och British Columbia, Kanada. Toppen på Mount Barnard är 2 469 meter över havet, eller 1 108 meter över den omgivande terrängen. Bredden vid basen är 14,4 km.
Terrängen runt Mount Barnard är bergig åt sydväst, men åt nordost är den kuperad. Mount Barnard är den högsta punkten i trakten. Trakten runt Mount Barnard är nära nog obefolkad, med mindre än två invånare per kvadratkilometer.. Det finns inga samhällen i närheten. 
Trakten runt Mount Barnard är permanent täckt av is och snö.